# Wings 3D
Wings 3D - це безплатна програма для 3D-моделювання з відкритим сирцевим кодом, на яку вплинули програми Nendo і Mirai від компанії Izware. Програма отримала назву за назвою технології обробки полігонів, застосованою в програмі. Більшість користувачів називають її просто Wings.
Wings 3D доступна для багатьох платформ, серед яких Windows, Linux і Mac OS X. Програма використовує оточення і мову програмування Erlang.

## Огляд
Wings 3D можна використати для створення і текстурування моделей з кількістю полігонів від низької до середньої. Програма не підтримує анімації і має в своєму складі тільки рендер OpenGL, хоча моделі можна експортувати в зовнішні програми для рендерингу, наприклад POV-Ray і YafaRay. Wings часто використовується в комбінації з іншими програмами, просунутішими щодо рендерингу й анімації, наприклад Blender.

## Інтерфейс
Wings 3D використовує контекстне меню, на противагу насиченому графічному інтерфейсу. Різні методи редагування (вертекси, ребра, грані та об'єкти) перемикаються мишкою і клавіатурою. Оскільки Wings спроєктований для використання контекстного меню, кожен з методів має власний набір команд для редагування моделі. Багато з цих команд одночасно мають прості і складні налаштунки того, як саме цей інструмент впливатиме на редаговану модель. Програма також може накладати текстури і матеріали на модель і має вбудований автогенератор текстурних координат.

## Особливості
- Різноманітні інструменти вибору й моделювання.
- Інструмент моделювання підтримує прилипання та векторні операції.
- Налаштовувані інтерфейс користувача і поєднання клавіш.
- Режим Tweak Mode, що дозволяє швидко змінювати модель.
- Підтримка джерел освітлення, матеріалів, текстур, вершин.
- Авторозгортка.
- Підтримка багатокутних сіток.
- Менеджер розширень.
- Імпорт та експорт у багатьох популярних форматах.

## Підтримувані формати

### Імпорт
- Nendo (.ndo)
- 3ds Max (.3ds)
- Adobe Illustrator (.ai)
- Autodesk FBX (.fbx)
- Lightwave 3D/Modo (.lwo/.lxo)
- Wavefront (.obj)
- PostScript (Inkscape) (.ps)
- Encapsulated PostScript (.eps)
- Stereolithography (.stl)

### Експорт
- Nendo (.ndo)
- 3ds Max (.3ds)
- Adobe Illustrator (.ai)
- BZFlag[ru] (.bzw)
- Kerkythea (.xml)
- Autodesk FBX (.fbx)
- Lightwave 3D[ru]/Modo (.lwo/.lxo)
- Wavefront (.obj)
- POV-Ray (.pov)
- Cartoon Edges (.eps)
- Stereolithography (.stl)
- Renderware (.rwx)
- VRML 2.0 (.wrl)
- DirectX (.x)